# Tangier-Tetouan
Tangier-Tétouan (arapski:تادلة أزيلال‎) je jedna od 16 regija Maroka i nalazi se na sjeveru kraljevine. U području regije živi 2.470.372 (stanje po procjeni iz 2004. godine), na površini od 11.570 km2. Glavni grad je Tétouan.

## Administrativna podjela
Regija se sastoji od sljedećih provincija :
- Chefchaouen
- Fahs-Anjra
- Larache
- Tanger-Asilah
- Tétouan
- Ouazzane

## Gradovi
Veći gradovi u regiji su:
- Asilah
- Chefchaouen
- Fnideq
- Ksar-el-Kebir
- Laouamra
- Larache
- M'Diq
- Martil
- Tétouan

## Demografija
| 2 036 032                                         | 2 470 372 | 3 002 108 |
| 1994., 2004. : službeni popis ; 2007. : procjena; |           |           |